# Hermann Hauser
Hermann Hauser (Erding 1882 – Reisbach 1952), fue un constructor de guitarras, hijo de Joseph Hauser, también guitarrero, de quien aprendió el oficio. Hauser desarrolló su labor como lutier primero en la ciudad de Múnich y más tarde en Reisbach. Hauser desarrolló un estilo propio al introducir en la tradición vienesa en la que se había formado, algunos elementos de la construcción española, en concreto de las guitarras de Antonio Torres.

## Biografía
Hermann Hauser nació en Erding (Alemania) en 1882, en el seno de una familia dedicada a la construcción de guitarras. Su padre era un carpintero que aprendió a tocar la cítara y decidió comenzar a fabricarlas y comercializarlas. Pronto extendió la construcción a otros instrumentos como el violín, la guitarra, laúdes y mandolinas. No tardó en alcanzar la fama, llegando incluso a ganar una medalla en una exposición en Berlín en 1898. Desafortunadamente tuvo un accidente de coche en el que perdió un brazo y tuvo que vender el negocio. Su hijo Hermann se estableció en Múnich, especializándose en la fabricación de guitarras, pero siguiendo la tradición vienesa de las guitarras Stauffer.  Construyó todo tipo de modelos, la terz-guitar, la prim-guitar y una menos habitual quintbass-guitar.  Su prestigio fue tal que pronto los concertistas de la época comenzaron a interesarse por sus instrumentos, como fue el caso del guitarrista catalán Miguel Llobet. Alcanzó  la fama mundial cuando en 1938 Andrés Segovia decide cambiar su guitarra Ramírez por una del lutier alemán, instrumento que le acompañaría hasta 1962. En la actualidad esta guitarra se encuentra en el Metropolitan Museum de Nueva York
Fue el propio Miguel Llobet (1878-1938) quien animó al lutier alemán a seguir la escuela de construcción española y quien le presentó a Segovia.
Muchísimos guitarristas han utilizado las guitarras Hauser. Miguel Llobet, Andrés Segovia y Julian Bream son más destacados. 

## Legado
La tradición de construcción de Hauser ha permanecido puesto que su hijo Hermann Hauser II (1911–1988), su nieto, Hermann Hauser III (1958-) y su bisnieta, Kathrin Hauser (1982-), han continuado su legado.